# Chris Brokaw
Chris Brokaw (né le 1er août 1964 à New York) est un musicien américain, membre des groupes de rock Come et Codeine.

## Biographie
Pendant ses études à l'Oberlin College, Brokaw rencontre de nombreuses personnes qui deviendront des figures de la scène rock indépendante américaine des années 1990, parmi lesquelles Stephen Immerwahr, avec qui Brokaw forme Codeine, ainsi que Sooyoung Park de Bitch Magnet et Seam, John McEntire de Tortoise, et Liz Phair.
Peu de temps après avoir obtenu son diplôme d'Oberlin, Brokaw joue de la batterie pour un certain nombre de groupes, dont 7 Or 8 Worm Hearts et GG Allin. Il rejoint Codeine et joue de la batterie sur les deux premiers albums studio, tout en contribuant à relancer la carrière de Liz Phair. En 1990, il revient à la guitare, l'un de ses deux instruments principaux, et s'associe à Thalia Zedek (Dangerous Birds, Uzi, Live Skull), figure bien connue de la scène post-no wave new-yorkaise. Les deux forment Come.
Brokaw et Zedek prennent une pause avec Come en 1998. Ils se produisent ensemble à quelques reprises pour jouer quelques chansons de Come en concert, mais ne se sont jamais réunis de nouveau pour créer un nouvel album. En novembre 2008, une réunion complète du groupe a lieu lorsque la formation du groupe pour Gently, Down the Stream se réunit pour une performance unique à Castellón, en Espagne, dans le cadre du Tanned Tin Festival de cette année-là.
Après Come, Brokaw sort plusieurs albums en son propre nom, depuis l'instrumental post-rock Red Cities, en passant par la composition et l'interprétation de la partition musicale de "i was born, but...". Brokaw et Zedek sont invités à participer à une série d'albums en édition limitée par Normal Records, un label allemand. Brokaw enregistre sa contribution à la série Wandering As Water en une seule journée, jouant de tous les instruments du disque.
De plus, Brokaw joue dans les groupes Pullman, Rivulets, Consonant et The New Year et accompagne des artistes tels que Thurston Moore, Evan Dando, Steve Wynn, Fan Modine, Christina Rosenvinge, Alan Licht et Rhys Chatham. Brokaw participe aussi en tant que batteur 10 au spectacle de Boredoms 77 Boa Drum qui a lieu le 7 juillet 2007 à l'Empire-Fulton Ferry State Park à Brooklyn, New York. En plus de cela, Brokaw est l'un des guitaristes interprétant A Crimson Grail de Rhys Chatham au Lincoln Center de New York le 14 septembre 2010 ; le spectacle est une version à 200 guitares de l'œuvre de Chatham, commandée par la ville de Paris et créée à la basilique du Sacré-Cœur en 2005, initialement composée pour 400 guitares.
En 2005 et 2006, Brokaw joue avec le Chris Brokaw Band, qui comprend Jeff Goddard de Karate à la basse et Kevin Coultas de Rodan à la batterie. Plus tard, en 2011, Brokaw se produit à nouveau sous le même nom avec Elisha Wiesner et Sal Esposito, tous deux anciennement de Kahoots, respectivement à la basse et à la batterie. En 2007, Brokaw forme Dirtmusic avec Chris Eckman (The Walkabouts) et Hugo Race (Nick Cave and the Bad Seeds). Nommé d'après le roman Dirt Music de Tim Winton de 2001, le groupe sort son premier album homonyme chez Glitterhouse Records en novembre 2007. En 2008, Dirtmusic se produit au Festival au désert, à Essakane, au Mali, où ils rencontrent le groupe touareg Tamikrest, en collaboration avec qui ils enregistreront l'album suivant, BKO. BKO, le deuxième album, enregistré en janvier 2009 dans l'ancien studio d'Ali Farka Touré à Bamako au Mali, et sort l'année suivante.
Brokaw crée son propre label, CAPITAN RECORDS, en 2008, avec lequel il sort plusieurs albums solo de musique majoritairement instrumentale (Canaris et Gracias, Ghost of the Future), en plus de sa collaboration avec Wrekmeister Harmonies, Live in NYC.
Brokaw entame une collaboration musicale avec Mark Morgan à la guitare, Greg Kelley à la trompette et Brokaw lui-même à la batterie et à la basse. Ils se produisent sous le nom de Dark Money et enregistrent et mixent leur premier lot de musique à Oddfellows à Weymouth, MA, en octobre 2021.

## Discographie
Solo
- Chris Brokaw & Viva Las Vegas EP (Kimchee Records/Acuarela Records, 2002) Split avec Viva Las Vegas
- Red Cities (12xu, 2002)
- Wandering As Water (Return to Sender, 2003)
- My Confidante+3 EP (Normal Records, 2004)
- Incredible Love (12xu, 2005)
- Forestry EP (I and Ear, 2007) édition limitée à 500 exemplaires
- Canaris (Capitan Records, 2008)
- Gracias, Ghost of the Future (Capitan Records, 2009) Vinyle, édition limitée à 100 exemplaires
- VDSQ Solo Acoustic Volume 3 (Vin du Select Qualitite, 2010)
- Tundra (Capitan Records, 2010) CD, édition limitée à 40 exemplaires
- I Ace Sociopathic King (Already Dead Tapes, 2011) cassette, édition limitée à 200 exemplaires.
- Live At Porchlight (Capitan Records, March 2011) CD, édition limitée à 22 exemplaires
- Stories EP (Limited Appeal Records, 2012)
- Gambler's Ecstasy (12xu/Damnably, 2012)
- Tidal Mud (Robert & Leopold, 2012) CD, édition limitée à 20 exemplaires; cassette, édition limitée à 100 exemplaires
- The Coyote of Deadhorse Canyon (Capitan Records, 2013) cassette, édition limitée à 49 exemplaires
- With My Little Eye EP (Fear of Speed, 2013) cassette, édition limitée à 150 exemplaires.
- Avalanche EP (Mouca, 2013) Cassette
- Chambers of Light (Capitan Records, 2013) cassette, édition limitée à 25 exemplaires
- Macanudo Avenues (Capitan Records, 2013) cassette, édition limitée à 25 exemplaires
- Jukers Junction (Capitan Records, 2013) cassette, édition limitée à 25 exemplaires
- Solo (Capitan Records, 2013) cassette, édition limitée à 20 exemplaires
- Wages of Fear (Capitan Records, 2014) cassette, édition limitée à 12 exemplaires, chacune avec ses collages
- The Periscope Twins (12XU, 2015)
- The Hand That Wrote This Letter (Capitan Records, 2017)
- End of The Night (VDSQ Records, 2019) LP (tak:til, 2019) CD
- Puritan (12XU, 2020) LP
- Four Kings (Jellyfant Records, forthcoming 2024) Double LP, inclus Tundra EP, Tidal Mud et Central District Blues
- Title TK (Crack'd Rabbit, prévu en 2024)

## Filmographie
- 2004 : I Was Born, But... (documentaire)
- 2005 : Road
- 2010 : Sospira (documentaire)
- 2011 : Taken by Storm: The Art of Storm Thorgerson and Hipgnosis (documentaire)
- 2012 : Now, Forager
- 2017 : Barracuda
- 2018 : Mother's Garden (court métrage)
- 2019 : Buck Run